# 南科凯鲁斯
南科凯鲁斯是巴西南大河州的一个市镇。总面积275.549平方公里，总人口3106人，人口密度11.3人/平方公里。